# Kasteel van Caen

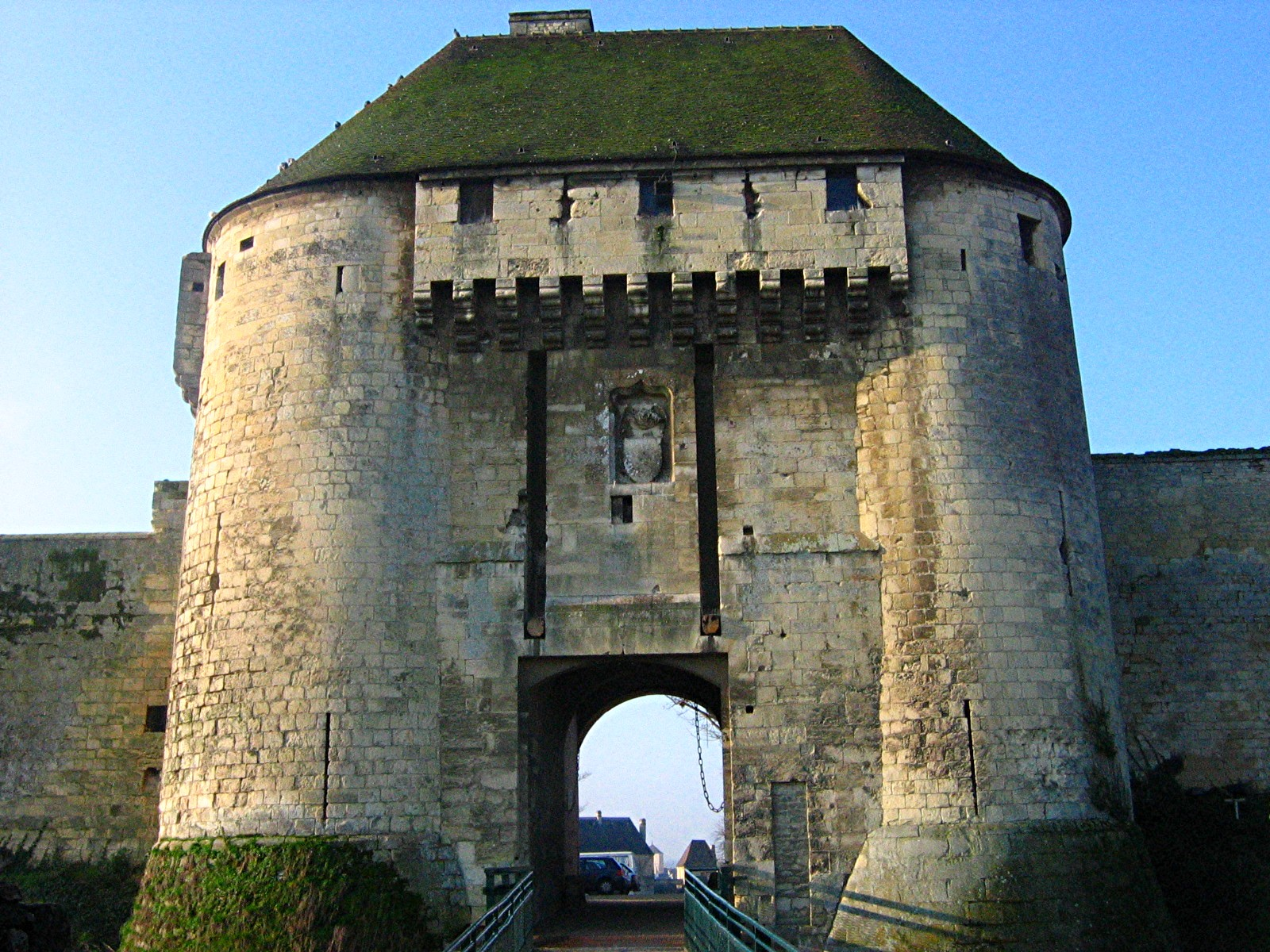
De Porte des champs (Veldpoort) van het kasteel

Het Kasteel van Caen (Frans: Château de Caen) is een kasteel in het centrum van  de Normandische stad Caen.
Het kasteel is gebouwd rond 1060 door Willem de Veroveraar en het is een van de grootste vestingen uit die tijd. In eerste instantie was het bedoeld als residentie. 
In de eerste helft van de 12de eeuw is het kasteel door de zoon van Willem de Veroveraar, Hendrik II, uitgebreid met de kerk van Sint Joris, een donjon, een grote zaal en een residentie voor de Hertogen van Normandië. 
In 1204 werd het kasteel veroverd door de Fransen. Na de verovering verstevigde Filips II van Frankrijk de vestingwerken. In de Honderdjarige Oorlog is het kasteel meerdere malen aangevallen.
In 1944, tijdens de Tweede Wereldoorlog, werd het kasteel zwaar beschadigd. De vestingmuur is intussen gerestaureerd, maar de renovatie is nog steeds aan de gang.
Binnen de muren van dit vijf hectare grote bolwerk zijn het Musée des Beaux-Arts, de Salle d'Échiquier en het Musée de Normandie te vinden. Verder zijn de overblijfselen te zien van de romaanse kerk Saint-Georges en de voormalige hertogelijke verblijven. Vanuit deze versterking heeft men een panoramisch zicht over de stad.